# Jennifer Haigh

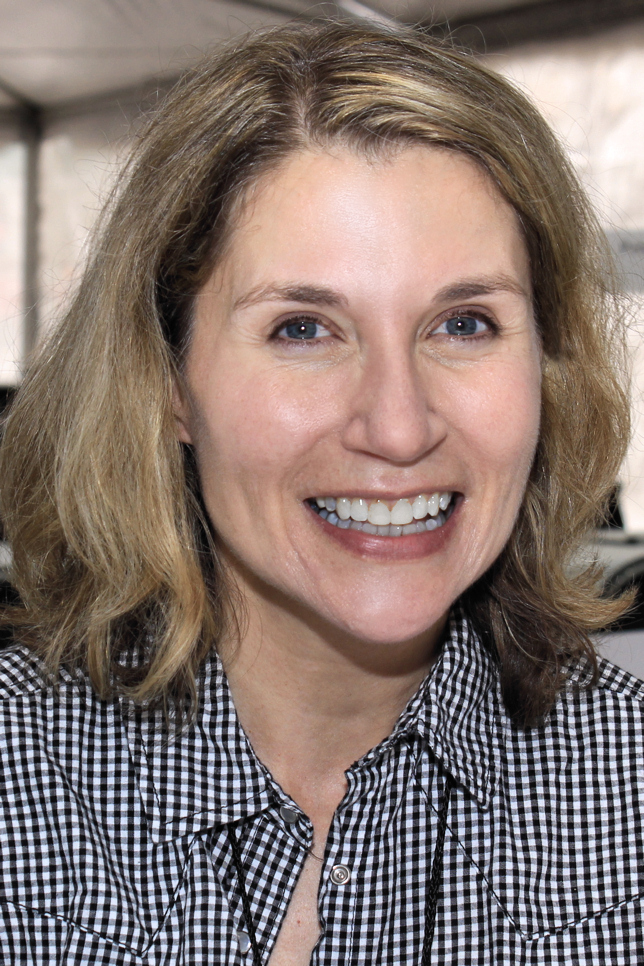
Jennifer Haigh (2016)

Jennifer Haigh (geboren 16. Oktober 1968 in  Barnesboro, Cambria County, Pennsylvania) ist eine US-amerikanische Schriftstellerin.

## Leben
Jennifer Haigh besuchte das Dickinson College in Carlisle und erhielt 2002 einen Master of Fine Arts am Iowa Writers’ Workshop. Seit 2014 lebt Haigh in Boston.
Ihr erster Roman Mrs. Kimble erhielt 2004 den Hemingway Foundation PEN Award. Der Roman Baker Towers thematisiert den letztlichen Niedergang der Bergbauregion ihrer Heimat, er war 2006 ein New York Times Bestseller. Ihr dritter Roman Auftauchen thematisiert das Turner-Syndrom. Im Roman Licht und Glut wird eine arbeitslose Gesellschaft mit der Erdgasförderung durch Fracking-Technik in einen vermeintlichen Boom versetzt.

## Werke (Auswahl)
- Mrs Kimble (2003)
- Baker Towers (2005)
  - Und jeden Tag ein neues Leben : Roman. Übersetzung Annette Wetzel. München : Goldmann, 2006, ISBN 978-3-442-46098-4
- The Condition (2008)
  - Auftauchen. Roman. Übersetzung Christine Frick-Gerke. München : Knaur, 2013, ISBN 978-3-426-19859-9
- Faith (2011)
- Heat and Light (2016)
  - Licht und Glut : Roman. Übersetzung Juliane Gräbener-Müller. München : Droemer, 2017, ISBN 978-3-426-28169-7
- Mercy Street. Ecco, New York 2022, ISBN 978-0-06-176330-4.